# Elmo's Letter Adventure
Elmo's Letter Adventure (aussi appelé Elmo's Letter Parade) est un jeu vidéo ludo-éducatif sorti en 1999 sur Nintendo 64 et PlayStation. Le jeu a été développé par NewKidCo et édité par Realtime Associates.
Le jeu est basé sur l'univers de 1, rue Sésame.

## Accueil
- Nintendo Power : 7,4/10 (N64)[1]